# Arge pagana
Az Arge pagana - magyarul a sötétszárnyú varródarázs - a rovarok (Insecta) osztályának a hártyásszárnyúak (Hymenoptera) rendjébe, ezen belül a növényevő darazsak (Symphyta) alrendjébe és a botcsápú levéldarazsak (Argidae) családjába tartozó faj.

## Előfordulása
Az Arge pagana a palearktikus faunatartomány egyik rovarfaja.

## Alfajai
- Arge pagana pagana (Panzer, 1798)
- Arge pagana stephensii (Leach, 1817)

## Megjelenése
Ez a kis növényevő darázsfaj körülbelül 1 centiméter hosszú. A szárnyai és a rajta levő erezetek fekete színűek, gyakran fémes kék árnyalattal. A feje, az előtora (prothorax, pronotum) és a lábai szintén feketék. A potroha nagy, kerek és sárga színű.

## Életmódja
Az imágó a gilisztaűző varádics (Tanacetum vulgare) és a közönséges medvetalp (Heracleum sphondylium) nektárjával, illetve virágporával táplálkozik.

## Szaporodása
A petéit a rózsafajokra (Rosa) rakja le. A lárva július első felében kel ki, és ugyanez hónap végére eléri a 2,5 centiméteres hosszt. A lárva teste világoszöld színű fekete pontokkal; a feje sárga. A lárvák összegyűlnek és a Rosa acicularis leveleivel táplálkoznak. A bábállapot nagyon rövid; általában július 20 és 25 között kezdődik, és augusztus elején már megjelenik az imágó. Évente általában két nemzedék lehet, viszont melegebb években akár három nemzedék is létrejöhet.

## Képek

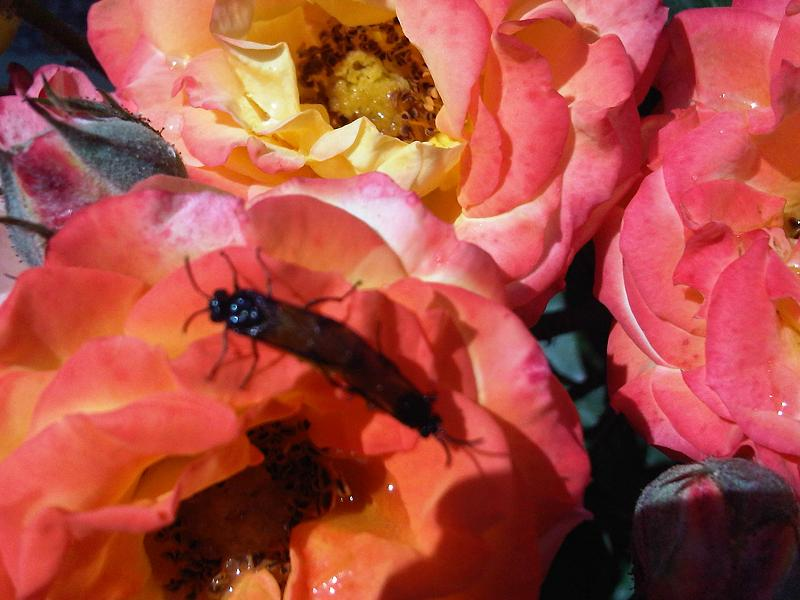
Párzás közben
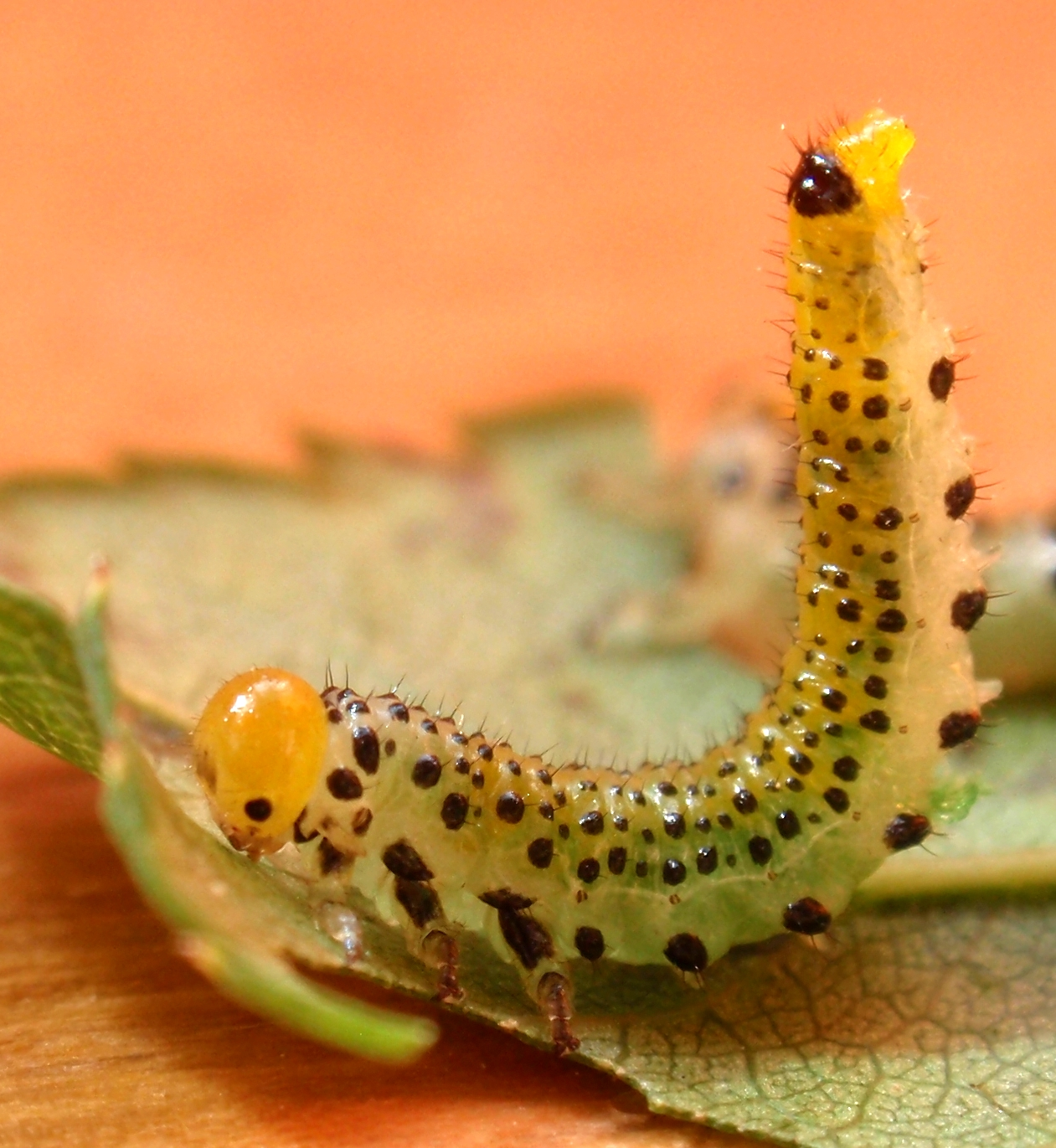
Lárva
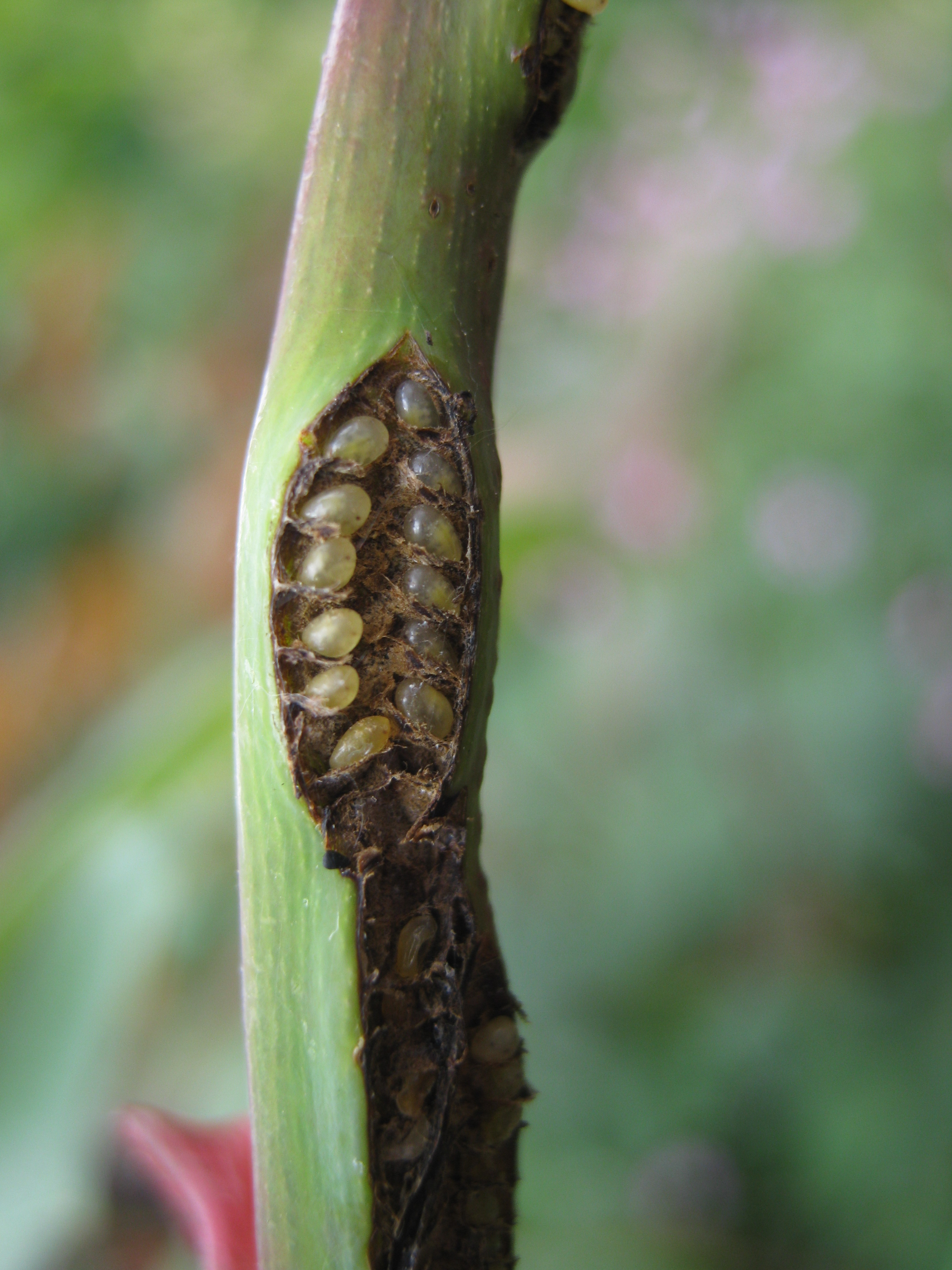
Peték egy rózsa hajtásában
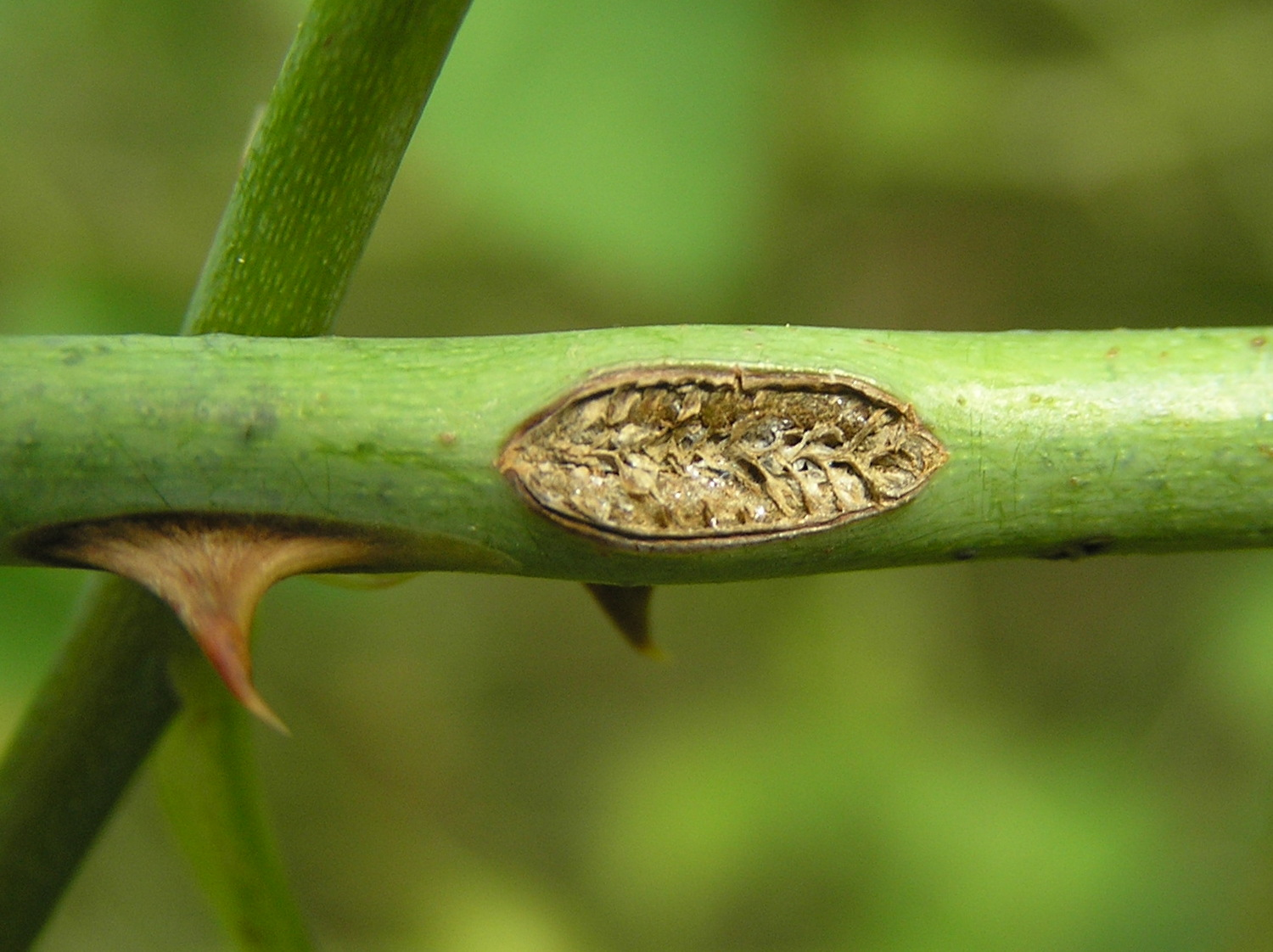
Sebzett rózsa hajtás; a mélyedésben a peték ültek
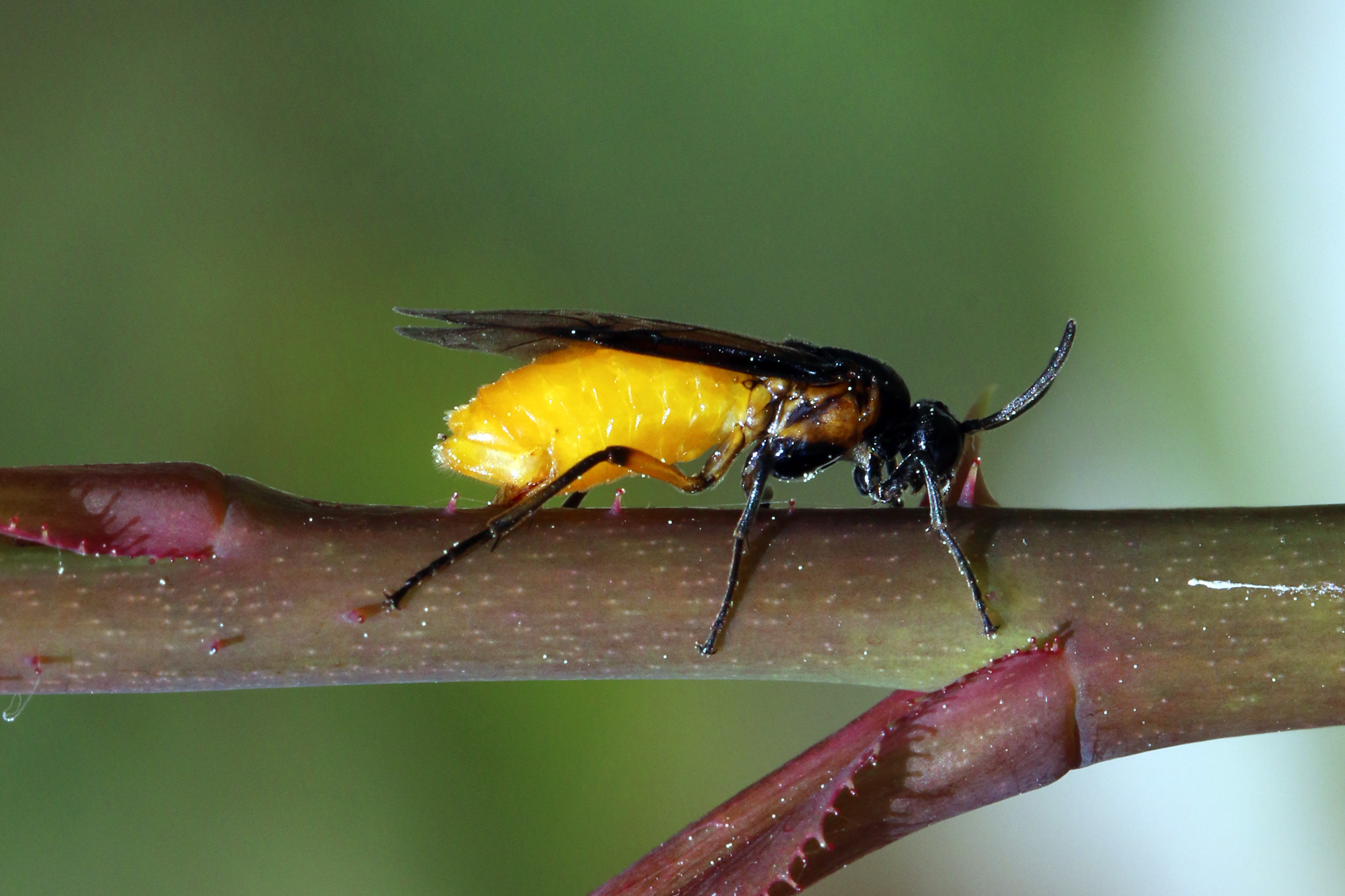
A. p. stephensii alfaj
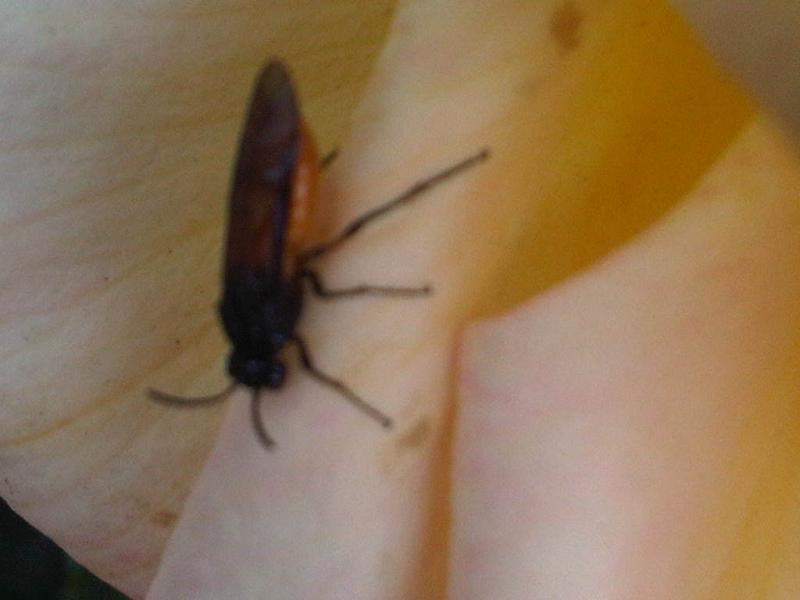

### Fordítás
- Ez a szócikk részben vagy egészben  az   Arge pagana című angol Wikipédia-szócikk ezen változatának fordításán alapul.  Az eredeti cikk szerkesztőit annak laptörténete sorolja fel. Ez a jelzés csupán a megfogalmazás eredetét és a szerzői jogokat jelzi, nem szolgál a cikkben szereplő információk forrásmegjelöléseként.